# (12387) Tomokofujiwara
(12387) Tomokofujiwara est un astéroïde de la ceinture principale.

## Description
(12387) Tomokofujiwara est un astéroïde de la ceinture principale. Il fut découvert le 28 octobre 1994 à Kitami par Kin Endate et Kazuro Watanabe. Il présente une orbite caractérisée par un demi-grand axe de 2,74 UA, une excentricité de 0,06 et une inclinaison de 17,0° par rapport à l'écliptique.

## Compléments